# Marek Fašiang
Marek Fašiang (* 27. července 1985, Bratislava) je slovenský dabér, herec a podnikatel.

## Životopis
Má mladší sestru a dva nevlastní bratry. Jako dítě navštěvoval dramatické kroužky. Vystudoval Právnickou fakultu Univerzity Komenského v Bratislavě. Během studia na vysoké škole začal podnikat. Vlastní několik kaváren na Slovensku a jednu ve Vídni.
Do slovenštiny nadaboval různé filmové a seriálové postavy. Byl i hlasem Harryho Pottera od třetí části stejnojmenné filmové série. Předtím daboval jen malé postavy.
V roce 2019 byl nominovaný na cenu OTO.
Ve volném čase se věnuje sportu a cestování.
Chodí s modelkou Terezou Bizíkovou a žije s ní v Bratislavě.

## Filmografie

### Seriály
- Biele mäso (2012)
- Mesto tieňov (2012)
- Rodinné prípady (2012)
- Búrlivé víno (2012)
- Oteckovia (2018)

## Slovenský dabing

### Seriály
- Dan Humphrey (Penn Badgley) – Super drbna
- Logan Echolls (Jason Dohring) – Veronica Mars
- Ryan Wolfe (Jonathan Togo) – Kriminálka Miami

### Filmy
- Harry Potter (Daniel Radcliffe) – Harry Potter a vězeň z Azkabanu, Harry Potter a Ohnivý pohár, Harry Potter a Fénixův řád, Harry Potter a Princ dvojí krve, Harry Potter a Relikvie smrti – část 1 a Harry Potter a Relikvie smrti – část 2
- Peter Pevensie (William Moseley) – Letopisy Narnie: Lev, čarodějnice a skříň
- Logan Echolls (Jason Dohring) – Veronika Marsová